# Кристиан II (граф Ольденбурга)

Графство Ольденбург в XIII в.

Кристиан II (нем. Christian II von Oldenburg; ум. 1233) — граф Ольденбурга с 1209. Предок по прямой мужской линии королей Дании и российских императоров начиная с Петра III.
Родился ок. 1190 г. Сын Морица Ольденбургского и его жены Саломеи фон Викероде.
Правил совместно с братом Оттоном I. Им удалось значительно расширить свои владения в Фризии.
Кристиан II освободился от вассальной зависимости от Бременского архиепископства, в обмен на что помог Бремену в его борьбе с восставшими крестьянами Штедингена.
Последний раз упоминается в марте 1233 года. Вероятно, в том же году он умер.

## Семья
Жена — Агнесса, дочь графа Арнольда фон Альтена-Изенбург. Дети:
- Оттон (ум. в декабре 1285) — аббат монастыря Святого Павла в Бремене (1261), аббат в Растреде (1267)
- Иоганн I (ум. не ранее 1262), граф Ольденбург-Дельменхорст.